# St. Maria und Bartholomäus (Kapellendorf)

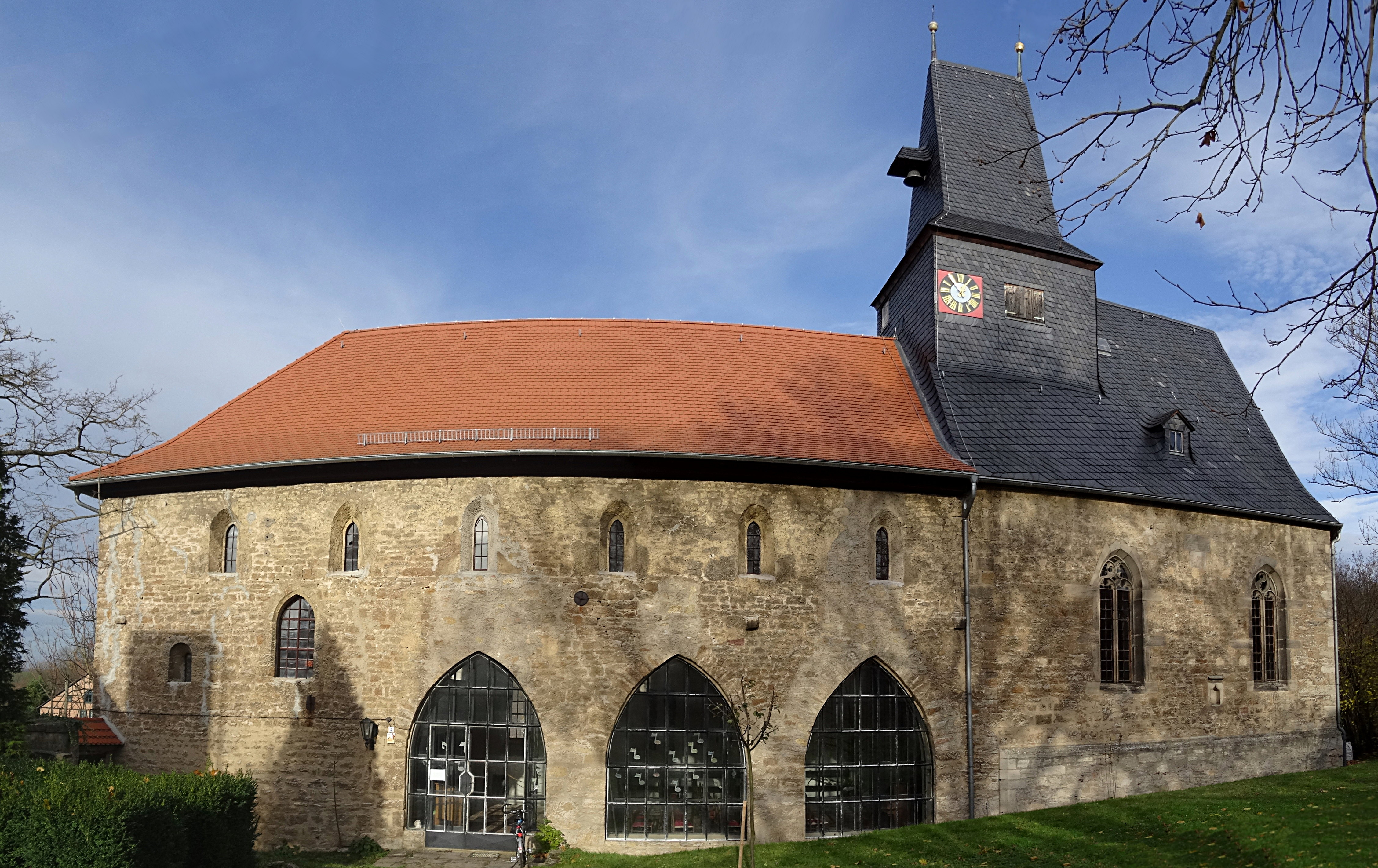
Kirche St. Maria und Bartholomäus

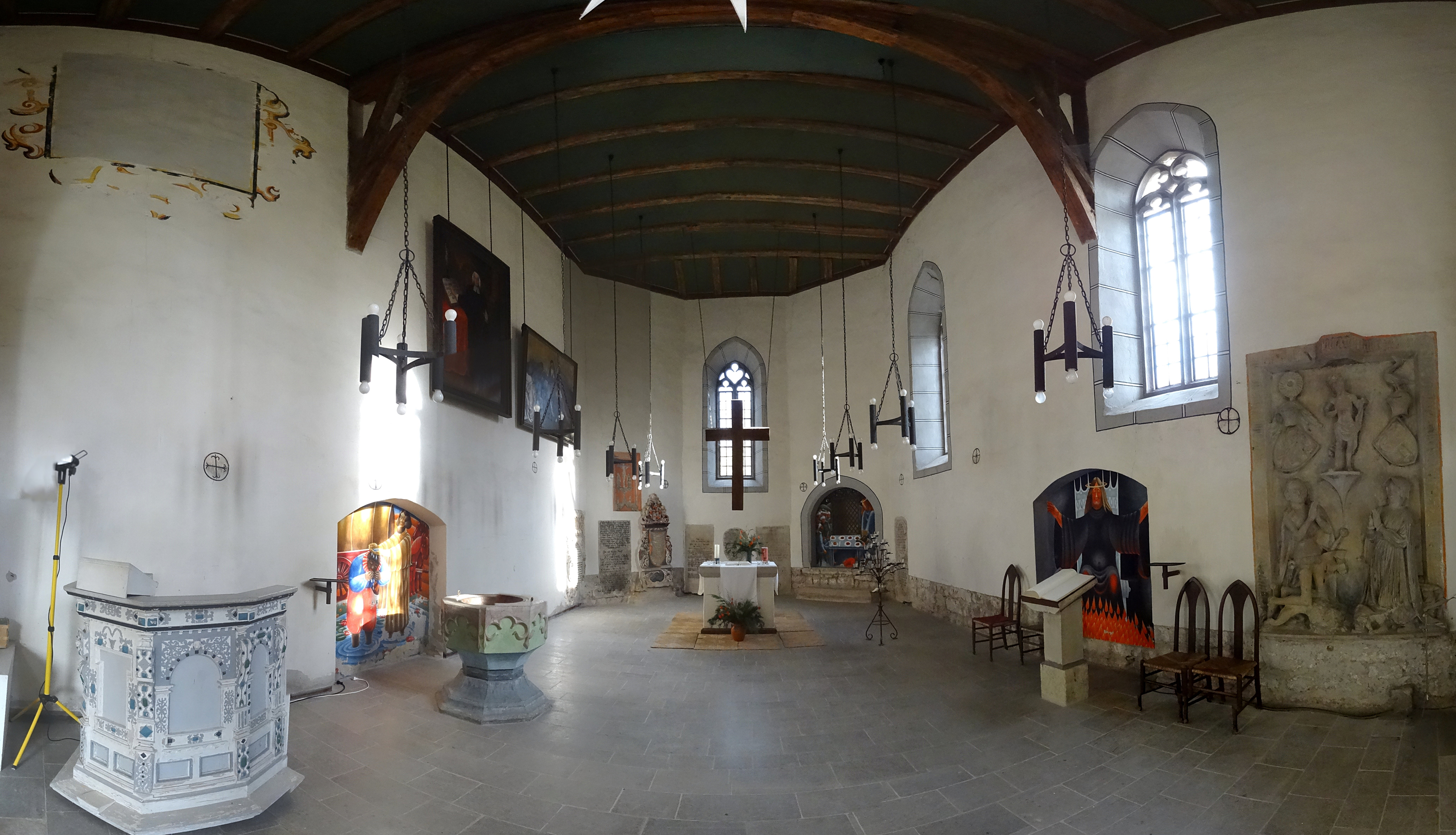
Innenraum-Panorama

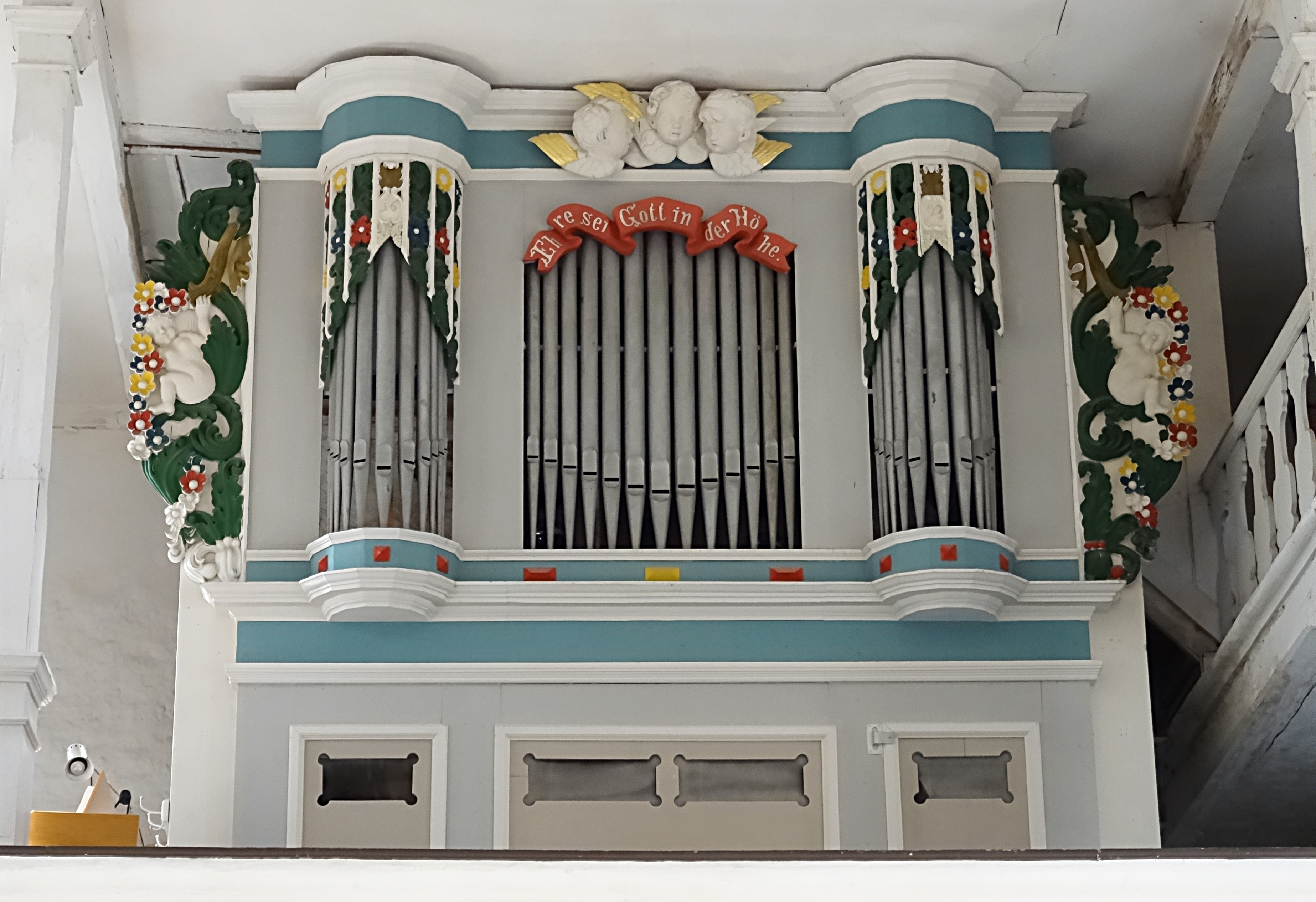
Orgel von Emil Heerwagen (1910)

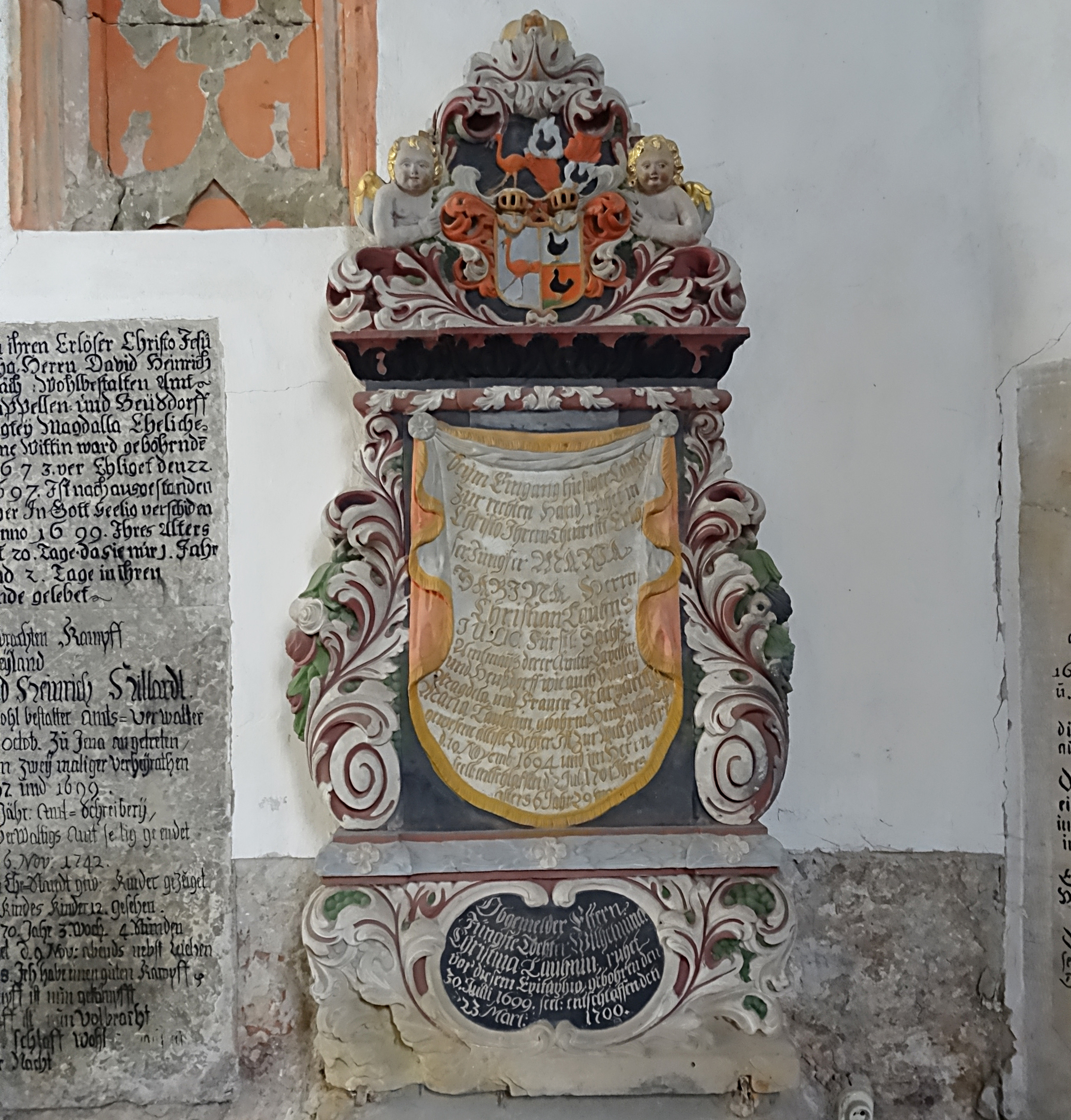
Epitaphe

Die evangelische Dorfkirche St. Maria und Bartholomäus steht in der Gemeinde Kapellendorf im Landkreis Weimarer Land in Thüringen. Sie ist die ehemalige Kirche des Klosters Kapellendorf.

## Geschichte
Kapellendorf besitzt eine der ältesten Kirchen in Thüringen.
Die Vorgängerin stand genau auf dem Grund und Boden, auf dem die heutige Kirche steht. Es war eine Kapelle, die erstmals um das Jahr 800 erwähnt wurde. Daher auch der Name Kapellendorf. Diese Kirche war Lehensbesitz der Burggrafen von Kirchberg (bei Jena).
 Im Jahr 1235 wurde im Dorf ein Zisterzienserinnenkloster gegründet. Zahlreiche Grabmale zeugen auf dem Gottesacker und anderswo von dieser Zeit. Seit Auflösung des Klosters wurde die Kirche wieder Gemeindeeigentum.

1977–1988 wurde die Kirche im Inneren weitgehend rekonstruiert und umgestaltet. Die Arkaden zu einem früher beseitigten Seitenschiff wurden freigelegt und verglast. Alle Emporen entfernte man, ebenso einen Kanzelaltar aus dem 18. Jahrhundert. Der Kanzelaltar wurde ein Lesepult.
Im Kirchturm läuten bald wieder drei Glocken. Zwei davon wurden 2022 von der Gießerei Perner in Passau gegossen. Sie sind die Nachfolger der historischen Glocken von Herrmann König[k] (Erfurt) und Melchior Moeringk (Erfurt). Die kleinste ist noch heute eine 1787 gegossene Bronzeglocke der Gießerei Gebrüder Ulrich aus Apolda.